# Australoxenella wurrook
Australoxenella wurrook är en skalbaggsart som beskrevs av Ross Storey och Henry Fuller Howden 1996. Australoxenella wurrook ingår i släktet Australoxenella och familjen Aphodiidae. Inga underarter finns listade.